# Torre de Kioto

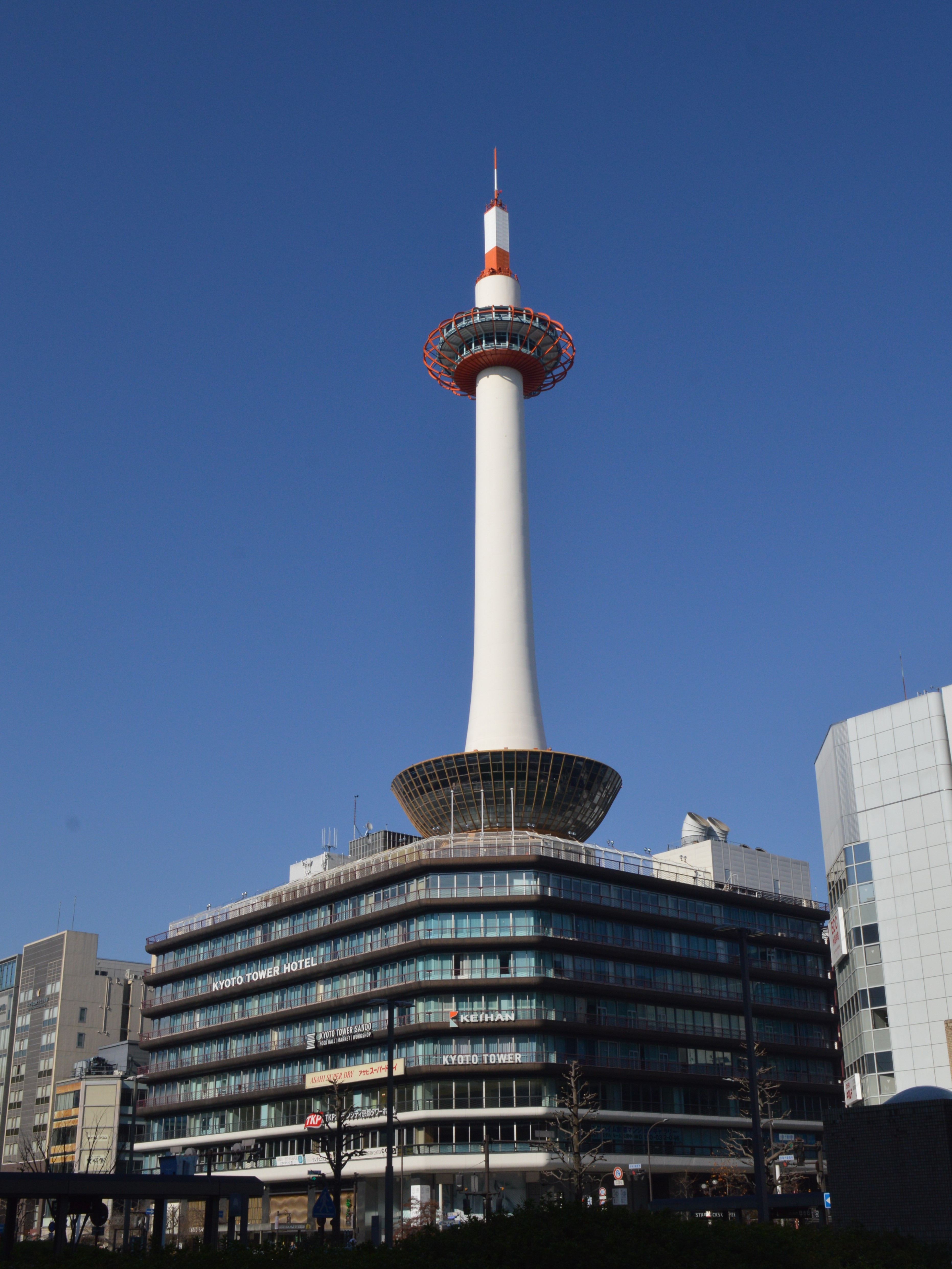
La Torre de Kioto vista desde la Estación de Kioto.

La Torre de Kioto (京都タワー Kyōto Tawā?) es una torre de observación de 131 metros de altura en el barrio de Shimogyō-ku en Kioto, Japón.
La torre, en cuyo diseño participó el arquitecto Mamoru Yamada y la Universidad de Kioto, fue abierta el 28 de diciembre de 1964. La estructura tiene un observatorio a 100 metros de altura y un hotel y comercios en su base. 
La torre está situada frente a la Estación de Kioto.